# Christmas CD
Winter Weezerland fou un EP de la banda estatunidenca Weezer, publicat el desembre de 2005 exclusivament pels usuaris d'iTunes. Inclou cançons que el grup havia gravat originalment el 2000 com a part d'un CD especial pel Nadal que van enviar als membres del seu club de fans. En la portada del CD, els integrants del grup apareixen vestits de Pare Noel.
La majoria de fans van considerar que aquest era innecessari, ja que els fitxers MP3 de les cançons estaven disponibles gratuïtament en el web de la banda. Declaracions del responsable del web del grup, Karl Koch, suggerien que el grup no va estar involucrat en el llançament, sinó que va ser una decisió independent del segell. Des del 2008, l'EP ja no es pot trobar a l'iTunes.

## Llista de cançons
| Núm.          | Títol                   | Durada |
| ------------- | ----------------------- | ------ |
| 1.            | «The Christmas Song»    | 3:11   |
| 2.            | «Christmas Celebration» | 2:24   |
| Durada total: | Durada total:           | 5:35   |